# Zanobi Strozzi
Zanobi di Benedetto di Caroccio degli Strozzi ou Zanobi di Benedetto Strozzi ou plus simplement Zanobi Strozzi (Florence, 1412 - 1468) est un peintre et un enlumineur italien de la Première Renaissance, qui fut l'assistant de Fra Angelico, et dont certaines des œuvres portent la trace de ses interventions.

## Biographie
Né d'une famille noble florentine, les Strozzi, et devenu orphelin avant ses quinze ans, Zanobi Strozzi devient apprenti chez le peintre miniaturiste Battista di Biagio Sanguigni (1393 - 1451), près du couvent San Domenico à Fiesole.
Marié en 1438 et habitant indépendamment de son maître, Zanobi Strozzi retrouve SanGuigni à chacune de leur collaboration à des travaux avec Fra Angelico. Ainsi l'Annonciation de San Giovanni Valdarno, est le panneau central  (attribué à Fra Angelico) d'un polyptyque qui comporte quatre autres panneaux des scènes de la Vie de Marie (Noces de la Vierge, Adoration des mages, Présentation au temple, Dormition) attribués à Zanobi Strozzi.
Quand Fra Angelico part à Rome en 1445, Zanobi Strozzi quitte Fiesole pour s'installer à Florence, son nom apparaît sur plusieurs commandites d'enluminures et il devient le plus important miniaturiste à Florence pendant vingt ans. Il est également apprécié comme peintre en tableaux et en  fresques comme le signale Vasari pour ses œuvres nombreuses dans beaucoup de maisons de citoyens florentins.

## Œuvres

### Panneaux
- Adoration des mages, Annonciation, L'Enlèvement d'Hélène, National Gallery, Londres[2].
- Madone de l'humilité et des anges (1440-1453), Royal collection, Londres[3].
- Nativité et Le Roi David en prière (1450), Metropolitan Museum of Art, New-York[4].
- Saints Nicolas, Laurent et Jean-Baptiste (vers 145.0), tempera et or sur bois, Hyde Collection, New-York
- Madone de l'humilité avec deux anges musiciens, Museo Poldi Pezzoli[5], Milan.
- Annonciation (env. 1453), Philadelphia Museum of Art[6].
- Le Jugement de Suzanne, bois de peuplier : 55 cm × 175 cm (panneau de cassone), Musée du Petit Palais (Avignon)[7]
- Retable de saint Jérôme, bois de peuplier, 220 cm × 261 cmMusée du Petit Palais (Avignon)[8]

### Enluminures
- Enluminures et miniatures de nombreux livres du Duomo de Florence et du couvent San Marco avec Filippo di Matteo Torelli (travaux attribués auparavant à Benedetto, frère de Fra Angelico).
- Ascension, miniature avec Sanguigni, Getty Center[9].
- illustration d'un psautier destiné au couvent San Domenico de Fiesole vers 1452 en collaboration avec Francesco d'Antonio del Chierico, sur commande de Fra Angelico, deux fragments subsistent au musée Condé (inv.DE344-345) et trois autres au Kupferstichkabinett Berlin (inv.1245, 630, 1742)[10]

### Galerie

Œuvres de Zanobi Strozzi
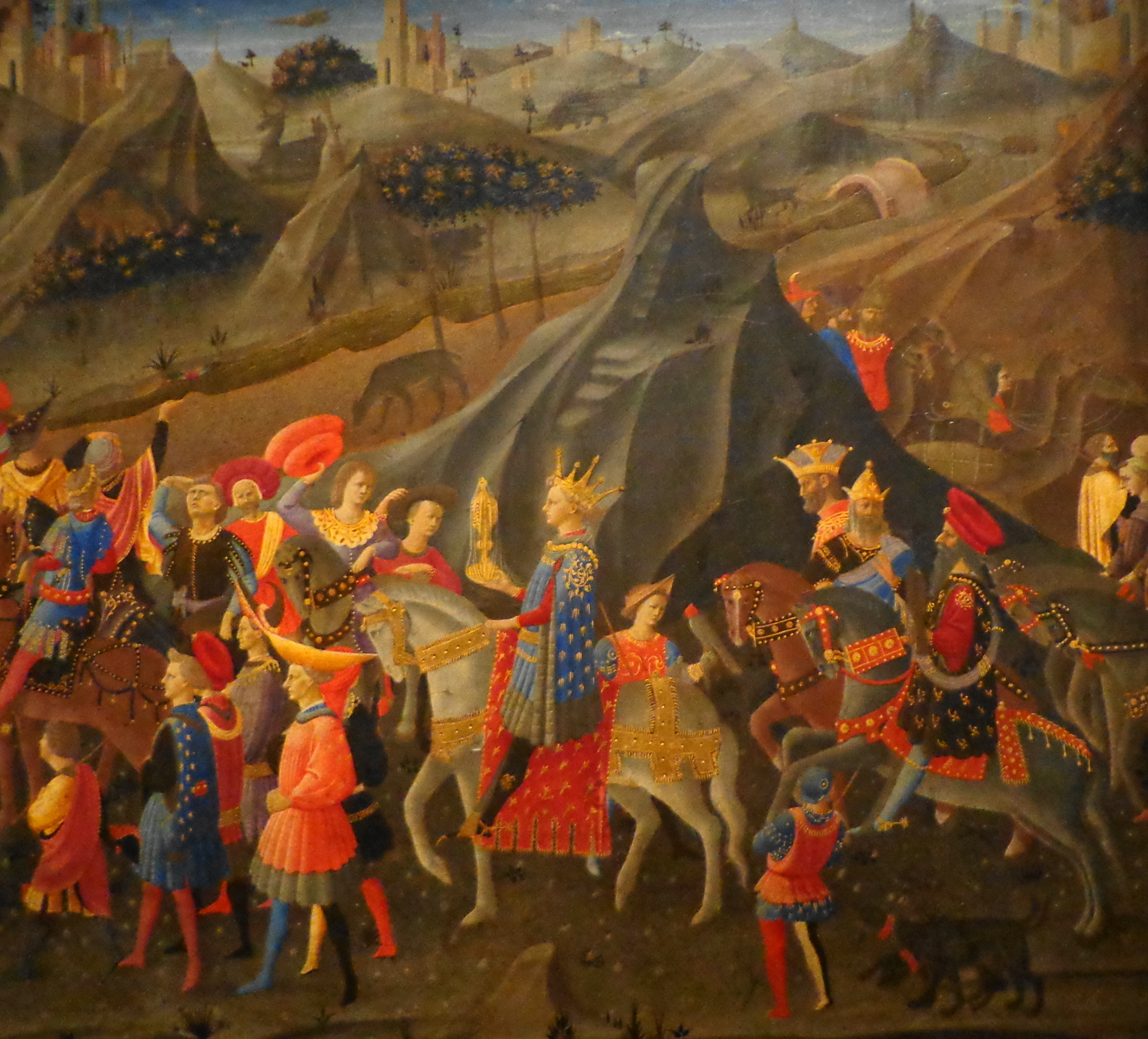
La procession des mages, Musée des beaux-arts de Strasbourg.
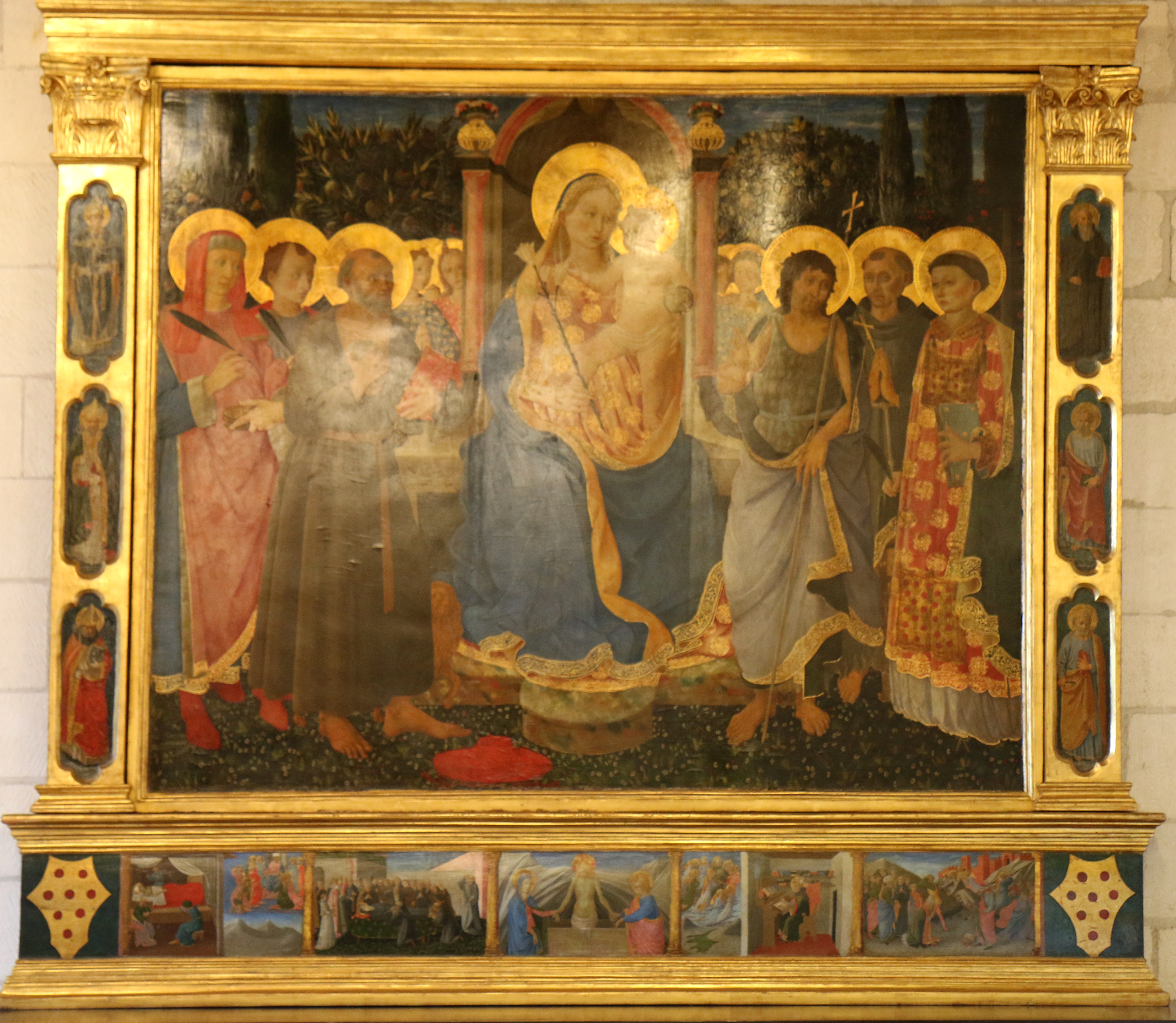
Retable de saint Jérôme, Musée du Petit Palais (Avignon).
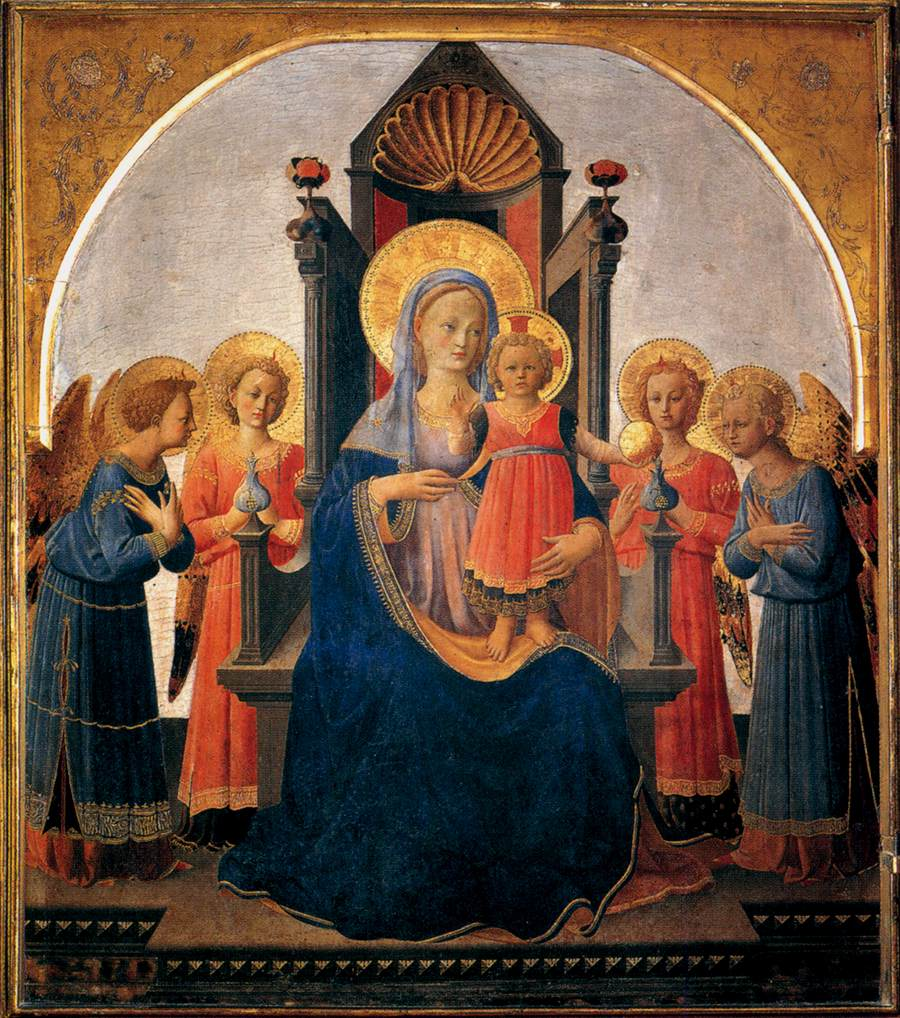
Vierge et l' Enfant avec des anges, Musée national San Marco (Italie).
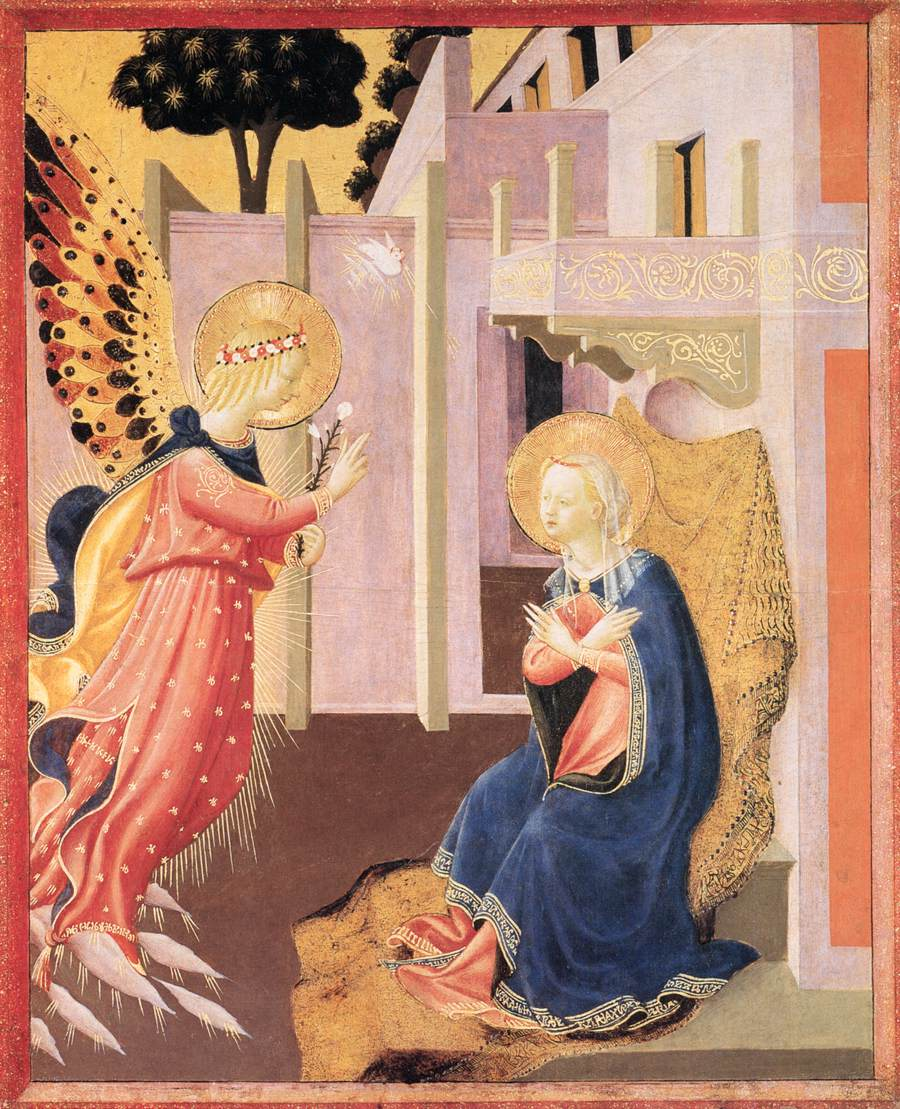
L' Annonciation, Musée d'Art de Philadelphie